# June Vincent
June Vincent (* 17. Juli 1920 in Harrod, Ohio, Vereinigte Staaten; † 20. November 2008 in Aurora, Colorado, Vereinigte Staaten) war eine US-amerikanische Schauspielerin, welche besonders in den 1940er Jahren große Erfolge feierte.

## Leben und Karriere
June Vincent wurde 1920 in Harrod, Ohio, in den Vereinigten Staaten geboren. Vincents Schauspielkarriere begann in Keene, New Hampshire, wo sie im Sommertheater auftrat. Ein am 7. Juli 1944 veröffentlichter Zeitungsartikel berichtete: „Sie wurde von Talentsuchern gedrängt, nach Hollywood zu gehen. Universal nahm sie umgehend unter Vertrag.“ (Eine andere Version von Vincents Going to Hollywood erscheint in dem Buch Ladies of the Western: Interviews with Fifty-One More Actresses from the Silent Era to the Television Westerns of the 1950s and 1960s. Zitat von Michael G. Fitzgerald und Boyd Magers Vincents Erinnerung: „Ich war ein Model – jemand hat mein Bild gesehen – und ich habe einen Aktienkontrakt bei Universal gelandet.“)
Sie kehrte 1957 auf die Bühne zurück und trat in The Man on a Stick im Pasadena Playhouse auf.

### Film und Fernsehen
Vincent begann ihre Filmkarriere in den frühen 1940er Jahren. Nachdem sie 50 Filme gedreht hatte, zog sie sich mit der Geburt ihres zweiten Kindes aus diesem Bereich zurück.
Später wurde sie eine erfolgreiche Fernsehschauspielerin, die in den 1950er, 1960er und 1970er Jahren in vielen Programmen auftrat. Sie trat in drei Folgen von Have Gun – Will Travel auf und hatte fünf Gastauftritte in Perry Mason, darunter die Rolle der Mörderin Madge Wainwright in der Folge „Der Fall des verkauften Bikinis“ von 1959 und die Titelfigur und Mordopfer/Schurkin Laura Randall in der Folge von 1961 „Der Fall der Winterfrau“.
Vincent starb am 20. November 2008 in Aurora, Colorado in den Vereinigten Staaten.

## Filmografie (Auswahl)
- 1943: Honeymoon Lodge
- 1944: Sing a Jingle
- 1944: Ladies Courageous
- 1944: The Climax
- 1944: Das Lied des goldenen Westens (Can’t Help Singing)
- 1945: Here Come the Co-Eds
- 1945: That’s the Spiriz
- 1946: Vergessene Stunde (Black Angel)
- 1948: Song of Idaho
- 1948: The Challenge
- 1948: Shed No Tears
- 1949: The Lone Wolf and His Lady
- 1949: Mary Ryan, Detective
- 1949: Zamba, der Schrecken des Urwaldes (Zamba)
- 1950: Ein einsamer Ort (In a Lonely Place)
- 1951: Secrets of Monte Carlo
- 1952: Colorado Sundown
- 1952: Night Without Sleep
- 1953: Clipped Wings
- 1953: Heirate mich noch einmal (Marry Me Again)
- 1955: City of Shadows
- 1959: The Miracle of the Hills